# El llibre de la selva 2
El llibre de la selva 2 (títol original en anglès The Jungle Book 2) és una pel·lícula estatunidencoaustraliana d'animació de 2003, dirigida per Steve Trenbirth i produïda per Disney, i és la seqüela d'El llibre de la selva (1967). Ha estat doblada al català.

## Argument
Mowgli viu a l'Aldea de l'Home amb els seus pares adoptius i el seu nou germanet, Ranjan, i s'ha fet amic de la noia que el va portar fins allà, Shanti. Quan Mowgli es fica en embolics, culpa Shanti, i es nega a parlar amb ella. Mowgli llavors comença a trobar a faltar la jungla. Després d'escapar d'una caterva d'elefants, Baloo es cola a l'Aldea de l'Home per visitar Mowgli, sense que ho sàpiguen els habitants. Així mateix, en archienemigo de Mowgli, Shere Khan, torna per venjar-se. Mentrestant, Shanti intenta disculpar-se davant Mowgli, però veu que està amb Baloo, i crida demanant auxili. Shere Khan apareix al poble, i tots creuen que ell és l'animal que havia vist Shanti. Després que Baloo i Mowgli s'escapin a la selva, Shanti, que creu que estan segrestant al seu amic, els segueix. Kaa descobreix Mowgli i Baloo parlant, i tracta de menjar-se'l, però, afortunadament, no ho aconsegueix.
Més tard, Kaa descobreix a Shanti sola, i intenta menjar. Comença a hipnotitzar amb la seva penetrant mirada, fins que Ranjan arriba i rescata Shanti a temps, salvant del tràngol. Ranjan comença a pegar Kaa amb un pal, i Kaa acaba empassant-accidentalment una gran pedra. El pes de la pedra fa que el seu cos enroscat caigui damunt seva. Mentre Ranjan segueixen pegant-li a Kaa, Shanti li subjecta perquè s'allunyi de la serp. Ràpidament, Ranjan espanta a Kaa, i fa que la serp caigui per un barranc proper dins d'un cocoter. Mowgli sembla gaudir de la selva com abans, i li explica a Baloo coses de la seva vida al poble i de la seva relació amb Shanti. Molt aviat l'antiga pantera guardià de Mowgli, Bagheera, comprèn que Mowgli ha escapat de l'Aldea de l'Home amb Baloo, i intenta trobar-lo. Shanti i Ranjan, que encara estan buscant a Mowgli, es perden a la selva.

## Repartiment
| Personatge     | Veu en anglès     | Veu en català      |
| -------------- | ----------------- | ------------------ |
| Mowgli         | Haley Joel Osment | Víctor Gómez       |
| Baloo          | John Goodman      | Pepe Mediavilla    |
| Shanti         | Mae Whitman       | Paula Ribó         |
| Ranjan         | Connor Funk       | Paula Hernández    |
| Shere Khan     | Tony Jay          | Constantino Romero |
| Sortós         | Phil Collins      | Carlos Latre       |
| Coronel Hathi  | Jim Cummings      | Jaume Lleal        |
| Kaa            | Jim Cummings      | Toni Canal         |
| Bagheera       | Bob Joles         | Ricky Coello       |
| Pare De Ranjan | John Rhys-Davies  | Enric Arquimbau    |

Eduard Farelo, Carme Alarcón, Victòria Pagès, Miquel Bonet i Quim Roca també han donat veu a altres personatges.